# Goumenissa (Weinbaugebiet)
Goumenissa (in griechischer Schreibung Γουμένισσα, Aussprache [ɣuˈme̞nisa] (f. sg.)) ist ein griechisches Weinbaugebiet. Es ist eines von insgesamt 25 Herkunftsbezeichnungen, die über den Status eines OPAP-Weins (Onomasía proelefséos anotéras poiótitos Ονομασία προελευσέως ανωτέρας ποιότητος), der höchsten griechischen Qualitätsstufe verfügen. Die Rebflächen liegen im Westen des Regionalbezirks Kilkis, einem Teil der Region Makedoniens. Benannt ist das Gebiet nach der gleichnamigen Gemeinde Goumenissa.
Nach der Zerstörung alter Weinberge ab dem Jahr 1917 durch die Reblaus sowie der folgenden Wirtschaftskrise erholte sich der Weinbau erst ab den 1970er-Jahren. Das bekannte Weinhaus Boutari kaufte ab Mitte der 1970er-Jahre Lesegut auf, um die Weine der Region durch sein nationales und internationales Vertriebssystem bekannt zu machen. Es ist auch den Bemühungen des Weinhauses zu verdanken, dass Goumenissa im Jahr 1979 den Status OPAP erhielt. Seit 1984 betreibt Boutari ein eigenes Weingut in der Region.
Ein Großteil der Weinberge liegt auf einer Höhe von 150 bis 250 m über dem Meeresspiegel an den unteren Hängen des Bergs Paiko. Die Hänge sind dabei mehrheitlich östlich ausgerichtet. Das Klima trägt aufgrund des ebenen Charakters der Präfektur noch maritime kontinentale Züge mit einem angenehm warmen Sommer und einem kühlen Winter, in dem jedoch Schneefall eine Seltenheit ist. Goumenissa verfügt über das wärmste Klima der OPAP-Weinregionen Naoussa und Amyndeo. 2001 wurde eine bestockte Rebfläche von 328 Hektar erhoben. In unmittelbarer Nähe zur Herkunftsbezeichnung befinden sich zusätzliche 263 Hektar, die jedoch nicht den Namen nutzen dürfen.
Die gesetzliche Ertragsbeschränkung liegt bei 70 Hektoliter/Hektar. Das Mavro Naoussis, das hier Xinómavro, „Sauerschwarz“ genannt wird, ist die wichtigste zugelassene Rebsorte, die innerhalb der gesetzlichen Bestimmungen zu trockenen Weinen verarbeitet werden muss. Ergänzt wird die Leitsorte durch minimal 20 Prozent Negoska. Beide Sorten müssen gemäß der gesetzlichen Voprgabe gemeinsam gemaischt und vergoren werden.
Im Vergleich zu den Rotweinen von Naoussa, die sortenrein aus Xinomavro gekeltert werden, sind die Gewächse von Goumenissa leichter. Sie haben einen fruchtigeren Charakter, und der Tanningehalt ist weniger ausgeprägt. Obwohl das Klima des Anbaugebiets Goumenissa wärmer als jenes von Naoussa ist, sind die Winzer in Goumenissa noch nicht dazu übergegangen, die Lese der Trauben zugunsten höherer Mostgewichte zeitlich nach hinten zu schieben. Daher sind die Weine meist leichter als die Rotweine von Naoussa und ähneln eher den Rotweinen von Amyndeo.
Bedeutende Erzeuger dieser Weine sind die Weingüter Aidarini Hristou, Arhontaki, Boutari, Eftihdi und Tatsi.

## Klima
In der Gemeinde Goumenissa wurden folgende Klimadaten erhoben.
| Monat                          | Jan | Feb | Mar | Apr | Mai | Jun | Jul | Aug | Sep | Okt | Nov | Dez |
| Mittlere Temperatur[°C]        | 9   | 10  | 13  | 18  | 23  | 28  | 31  | 30  | 26  | 21  | 14  | 10  |
| Mittlere Mindesttemperatur[°C] | 1   | 2   | 5   | 7   | 12  | 16  | 18  | 18  | 15  | 11  | 6   | 2   |
| Niederschlag (mm)              | 40  | 38  | 43  | 35  | 43  | 30  | 22  | 20  | 27  | 45  | 58  | 50  |
| Rekordmaxima [°C]              | 20  | 22  | 25  | 31  | 36  | 39  | 42  | 39  | 36  | 32  | 27  | 26  |